# Marieke Dilles
Marieke Dilles (Antwerpen, 5 oktober 1986) is een Vlaamse theater- en filmactrice.

## Biografie
Dilles is oud-leerlinge van het Xaveriuscollege. Daar acteerde ze in een kortfilm die als project op school werd uitgewerkt, Zoenspel. In 2009 studeerde ze af aan het Herman Teirlinck Instituut als Master Woordkunst.
In het theater speelde ze in het seizoen 2008 - 2009 met het collectief De Roovers mee in Quills van Doug Wright. In 2011 speelde ze een hoofdrol in Dit is alles, een productie van het jeugdtheater HETPALEIS.
Haar eerste filmrol kwam er in de korte film Waterstand (2008). Ze kreeg een hoofdrol in de dramaserie De Smaak van De Keyser waar ze de jonge Helena De Keyser mocht vertolken. De serie liep in het winterseizoen 2008 - 2009 van de zender Eén. Voor die rol kreeg ze in januari 2009 op het Festival International des Programmes Audiovisuels in Biarritz ook de Fipa d'Or als beste actrice.
In 2009 volgden een rol als Naomi Waldack in de film Dossier K., de opvolger van De zaak Alzheimer. In oktober 2010 werd ook de romantische komedie Zot van A. van Jan Verheyen uitgebracht waarin ze een kleine rol vertolkte. Ze speelde ook sporadisch in Thuis, Witse, Flikken en Het goddelijke monster.
In 2012 speelde ze de hoofdrol in de fictiereeks De Vijfhoek op Eén en speelde ze eveneens hoofdrollen in zowel het vierde seizoen van Vermist op VIER als in de langspeelfilm Weekend aan zee. In 2014 keerde ze terug in het vijfde seizoen van Vermist. Later vertolkte ze ook de rol van Griet in de serie Amateurs. In 2015 volgde een zesde seizoen van Vermist, in 2016 keerde ze voor twee afleveringen terug in het zevende en laatste seizoen van Vermist.
Tussen 2018 en 2021 was ze te zien als Lies Dewulf in de NPO/Eén-serie Flikken Maastricht.
Van 2022 tot 2023 was ze te zien in Thuis als Vicky Van Aert, moeder van het personage Ilias en zus van Dieter Van Aert.
Dilles gaf ook les aan het deeltijds kunstonderwijs in de Stedelijke Academie voor Muziek en Woordkunst "Jozef van Poppel" in het Antwerpse district Deurne. In 2018 werd ze moeder van een zoon. In 2024 kreeg ze een tweede zoon.

## Trivia
- Dilles is een van de drijvende krachten achter de actie Dagen Zonder Vlees, die mensen bewust wil maken van de gevolgen van vleesconsumptie.[4]